# پوینت پلزنت (ویرجینیای غربی)
پوینت پلزنت(به انگلیسی: Point Pleasant) شهری در ایالت ویرجینیای غربی کشور ایالات متحده آمریکا است که جمعیت آن در سرشماری سال ۲۰۱۰ میلادی، ۴٬۳۵۰ نفر بوده‌است.